# Cynthia Akanga
 (mai 2014).
Si vous disposez d'ouvrages ou d'articles de référence ou si vous connaissez des sites web de qualité traitant du thème abordé ici, merci de compléter l'article en donnant les références utiles à sa vérifiabilité et en les liant à la section « Notes et références ».
Cynthia Akanga est une danseuse, chorégraphe, directrice artistique et metteur en scène de spectacles vivants. 
En 2014, elle est jurée aux côtés d’Alessandra Martines, d’Arturo Brachetti et de Sébastien Stella, dans la 2e saison de l’émission The Best, le meilleur artiste, diffusée sur TF1 et présentée par Estelle Denis et Christophe Beaugrand.

## La danseuse
Cynthia Akanga, née d’un père togolais diplomate et d’une mère française professeure de philosophie, a toujours manifesté le souhait d’être danseuse.[réf. nécessaire] La nomination de son père au poste d’ambassadeur du Togo à Washington lui permet d’entrer à la Royal Academy of Dance (en), dirigée à l’époque par Mikhaïl Barychnikov. 
De retour en France, elle obtient une médaille du Conservatoire national de Besançon où elle rencontre Flora Delcros, une ancienne danseuse étoile de l’Opéra du Rhin. Parallèlement, elle suit des études de musicologie, au cours desquelles elle apprend l’histoire de la musique et l’harmonique.
Une bourse du ministère de la Culture lui permet de poursuivre son cursus à New York où elle fréquente l’Alvin Ailey American Dance Theater et la Martha Graham School of Dance. Elle est invitée à travailler dans de nombreuses compagnies dont les Philadelphia Dance Company, Donald Byrd Company et Max Luna III Company. 
De retour en Europe, elle collabore avec Bob Wilson, Jérôme Savary, Gilles Maheu de Carbone 14 et le couturier Giorgio Armani. Repérée par Claude Lelouch au studio Harmonic, elle fait en 1996 un bref caméo dans le film Hommes, femmes, mode d'emploi. 
La même année, elle est engagée par le Ballet de l'Opéra de Paris pour la création de La Neuvième symphonie par Maurice Béjart. Elle poursuit sa carrière d’interprète dans les compagnies de Raimy Rogers et de Géraldine Armstrong. 
Le 16 septembre 1998, avec toute la troupe originale dont Hélène Ségara et Garou, elle est sur scène pour la première de la comédie musicale Notre-Dame de Paris. Elle participe aux tournées européenne et canadienne.

## La chorégraphe
Les tournées de Notre-Dame de Paris lui offrent l’occasion de s’essayer au coaching de comédiens, de chanteurs et d’acrobates et de régler l’élaboration de projets chorégraphiques. En 2002, le Cirque du Soleil l’engage comme assistante chorégraphe pour la création de Zumanity, puis comme consultante artistique pour les recherches autour de Love. 
Sa carrière de chorégraphe se poursuit au Canada et en Europe. Elle participe à la création du BBQ burlesque Show avec Thierry Mugler et de pièces chorégraphiques comme Zilon Sonic II. Théâtre GOP en Allemagne, Palazzo Variety et Theatro Circo Price à Madrid la convient également à diriger et chorégraphier leurs créations. Elle met aussi en scène À corps et à cru, un spectacle équestre et le cabaret Passion sin Punales pour le Cirque international d’Espagne.
Plus récemment, Cynthia Akanga a été invitée par le Cirque du Soleil à participer au développement d’un concept de spectacle mêlant les sports extrêmes au cirque. En 2013, elle a signé la chorégraphie du Music-Hall de la Baronne pour le festival Montréal complètement cirque, en collaboration avec le Cirque Éloize.